# Métro de Xi'an
Le métro de Xi'an (en chinois : 西安地鐵) est l'un des systèmes de transport en commun de Xi'an, capitale de la province du Shaanxi, au centre de la république populaire de Chine (RPC).

## Réseau actuel
En 2024, le réseau comporte 10 lignes pour une longueur de 344 km.
Tableau des lignes
| Ligne | Terminaux                          | Terminaux                    | Année ouverture | Année dern. extension | Longueur km | Stations |
| ----- | ---------------------------------- | ---------------------------- | --------------- | --------------------- | ----------- | -------- |
|       | Gare de Xianyang ouest (Weiyang)   | Fangzhicheng (Baqiao)        | 2013            | 2023                  | 41          | 30       |
|       | Caotan (Weiyang)                   | Changninggong (Chang'an)     | 2011            | 2023                  | 33.3        | 25       |
|       | Yuhuazhai (Yanta)                  | Baoshuiqu (Baqiao)           | 2016            | —                     | 39,1        | 26       |
|       | Xi'an Beizhan (Weiyang)            | Hangtian Xincheng (Chang'an) | 2018            | —                     | 35,2        | 29       |
|       | Matengkong (Yanta)                 | Chuangxingang (Chang'an)     | 2020            | —                     | 45,5        | 31       |
|       | Xi'anguojiyixuezhongxin (Chang'an) | Fangzhicheng (Baqiao)        | 2020            | 2022                  | 39,6        | 30       |
|       | Fangzhicheng (Baqiao)              | Qinlingxi (Litong)           | 2020            | —                     | 25,3        | 15       |
| 10    | Zhaohuiguangchang (Weiyang)        | Jingshangcun (Gaoling)       | 2024            | —                     | 34,4        | 17       |
|       | Heshao (Weiyang)                   | Aéroport (Weicheng,Xianyang) | 2019            | 2021                  | 43          | 17       |
|       | Centre Qinchuangyuan               | Shijingli                    | 2023            | —                     | 15.1        | 9        |
| Total | Total                              | Total                        | Total           | Total                 | 344         | 231      |

## Lignes en construction

Plan du réseau en projet.

En 2021, deux lignes sont en construction, il s'agit des lignes 8 et 14 dont les travaux devraient se terminer entre 2020 et 2024. Le réseau aura alors une longueur de 423 km
La création des lignes 15 et 16 est également à l'étude.